# Erythrodolius dolosus
Erythrodolius dolosus är en stekelart som beskrevs av André Seyrig 1932. Erythrodolius dolosus ingår i släktet Erythrodolius och familjen brokparasitsteklar. Inga underarter finns listade i Catalogue of Life.